# Форсайт, Уильям
Уи́льям (Билл) Форса́йт (англ. William Forsythe, 30 декабря 1949, Нью-Йорк) — американский танцовщик и хореограф, работающий преимущественно в Германии; одна из наиболее значительных фигур в хореографии 2-й половины XX века. Разработчик (в сотрудничестве со своими артистами) техники танцевальной импровизации.

## Биография
В 1969 году начал учиться в балетной школе Джоффри в Нью-Йорке и начал свою профессиональную карьеру в качестве ученика в балете Джоффри в 1971 году. Будучи стажёром «Балета Джоффри», дебютировал на сцене в Чикаго в 1971 году. В 1973 году вслед за своей женой Эйлин Брэди переехал в Германию, где был принят в состав Штутгартского балета. При поддержке руководителя балетной труппы Марсии Хайде начал пробовать себя в качестве хореографа. В 1976 году поставил свой первый балет, «Изначальный свет» и официально получил должность хореографа.
С 1984 года в течение 20 лет руководил Франкфуртским балетом, где многие спектакли создал вместе с композитором Томом Виллемсом. Также тесно сотрудничал с архитектором Даниэлем Либескиндом и модельером Иссэем Миякэ.
Форсайт активно использует в своих работе достижения современной техники и цифровые технологии. В 1999 году, когда труппа была на гастролях, совместно с Siemens Art program он провёл во Франкфурте уличную художественную инсталляцию с использованием видеозаписей своих артистов. В 2001 году планировал провести похожую акцию на Манежной площади в Москве в рамках II Европейского фестиваля современного танца — однако она была запрещена российскими властями.
В 2005 году создал собственную труппу, The Forsythe Company, занимающуюся экспериментами в области современного танца.
Балетный критик Павел Гершензон, идеолог направления развития балетной труппы Мариинского театра в 1998—2008 годах, выстраивал в своих теоретических работах прямую линию развития балета от Мариуса Петипа через Баланчина к Форсайту.

## Постановки
- 1976 — Urlicht
- 1979 — «Орфей» (на музыку Ханса Хенце) — Штутгартский балет.
- 1983 — France/Dance
- 1984 — Artifact
- 1984 — StepText
- 1987 — In the Middle, Somewhat Elevated (на музыку Тома Виллемса)
- 1988 — Impressing the Czar (на музыку Тома Виллемса, Людвига ван Бетховена и др.)
- 1990 — Limb’s Theorem (на музыку Тома Виллемса)
- 1991 — Loss of Small Detail
- 1991 — The Second Detail
- 1992 — Herman Schmerman
- 1996 — The Vertiginous Thrill of Exactitude / «Головокружительное упоение точностью» на музыку Девятой симфонии Франца Шуберта)
- 1996 — Approximate Sonata
- 1999 — Three Atmospheric Works
- 2000 — One Flat Thing, reproduced; Kammer/Kammer
- 2001 — «Фраза Вирджинии Вульф» (на музыку Эккехарда Эхлера, С. Мейснера и Тома Виллемса)
- 2004 — Artifact Suite
- 2005 — You Made Me a Monster
- 2006 — Studies
- 2007 — Decreation
- 2008 — Yes we can’t;  I Don’t Believe in Outer Space
- 2009 — The Returns

### Постановки в России
- 2004 — «Головокружительное упоение точностью»; StepText; In the Middle, Somewhat Elevated — Мариинский театр
- 2005 — Approximate Sonata — Мариинский театр
- 2010 — Herman Schmerman — Большой театр
- 2012 — The Second Detail — Пермский театр оперы и балета имени П. И. Чайковского
- 2013 — «Головокружительное упоение точностью» (возобновление) — Мариинский театр
- 2013 — In the Middle, Somewhat Elevated (возобновление) — Мариинский театр
- 2017 — The Second Detail — Музыкальный театр им. К. С. Станиславского и В. И. Немировича-Данченко
- 2018 — Artifact Suite — Большой театр

### Постановки в Казахстане
- 2017 — In the Middle, Somewhat Elevated[4] — Астана Балет

## Признание и награды
- премия «Бесси» (1988, 1998, 2004, 2007)
- премия Лоренса Оливье (1992, 1999, 2009)
- кавалер ордена искусств и литературы (Франция, 1999).
- премия «Бенуа танца» (за постановку спектакля «Фраза Вирджинии Вульф», 2002)
- Немецкая танцевальная премия[англ.] (2004)
- премия Сэмюэла Скриппса[англ.] / ADF за достижения в области современного танца (США)
- «Золотой лев» Венецианской биеннале за пожизненные заслуги (Италия, 2010)
- Премия Киото (2024)